# American Psycho
American Psycho ist ein Roman des US-amerikanischen Autors Bret Easton Ellis. Das Buch erschien 1991 und wurde 1995 in Deutschland von der Bundesprüfstelle für jugendgefährdende Medien indiziert. Nachdem der deutsche Verlag des Buches, Kiepenheuer & Witsch, dagegen geklagt hatte, hob das Oberverwaltungsgericht für das Land Nordrhein-Westfalen die Indizierung im Februar 2001 auf. Seither ist der Roman in Deutschland wieder frei verkäuflich.

## Inhalt
Der Roman folgt einem Ich-Erzähler, der zugleich auch sein Protagonist ist, dem 26-jährigen Wallstreet-Yuppie Patrick Bateman. Dieser ist ein stereotypischer Oberschicht-Snob im New York City der ausgehenden 1980er Jahre: Er stammt aus einer sehr reichen Familie, hat Eliteinternate und die Harvard Business School durchlaufen, arbeitet in hoher Stellung bei einer fiktiven Investmentfirma an der Wall Street, obwohl seine tatsächliche Arbeit an keiner Stelle Thema der Handlung ist, bewohnt ein teures Apartment, trägt Designer-Anzüge, entleiht und konsumiert pausenlos Videofilme und langweilt sich mit seinen aus ähnlichen Sphären stammenden Bekannten in Luxus-Restaurants, Nachtclubs oder auf Koks-Partys. Dabei stehen der Katalog der angesagtesten Delikatessen und Markenartikel sowie die Erörterung der korrekten Etikette in Mode- und Benimm-Fragen im Mittelpunkt des pausenlosen Smalltalks. Darüber hinaus geriert sich der junge Mann in den frühen Kapiteln auch gerne als moralisch überlegen; er mahnt etwa, antisemitische Äußerungen zurückzufahren und die Probleme der Welt nicht zu vernachlässigen. Bateman inszeniert sich selbst als extrem kunstfertigen Vertreter seiner sozialen Schicht, indes er andere Menschen, auch etwa seine Verlobte und Freunde, herablassend behandelt und sich als ihnen überlegen darstellt. Er ist außergewöhnlich eitel und kokett, so verwendet er viel Zeit darauf, seine hohe äußerliche Attraktivität durch eine beinahe absurd anmutende Menge an Pflegeroutinen und Bodybuilding im Fitnessstudio aufrechtzuerhalten. Seine Wirkung auf Frauen gibt ihm in seiner Selbstwahrnehmung recht – seine Sekretärin, Jean, etwa fühlt sich trotz seines wenig charmanten Verhaltens ihr gegenüber stark zu ihm hingezogen – allerdings erhält der Leser keine eindeutig objektive Beschreibung seines Lebens. Innerhalb der Welt, in der er sich bewegt, geht es Patrick Bateman im Wesentlichen darum, dazuzugehören und nicht übermäßig aufzufallen (seine berufliche Tätigkeit wäre etwa aus finanziellen Gründen gar nicht erforderlich, er erklärt ihre Notwendigkeit mit seinem Wunsch, sich anzupassen).
Doch hinter dieser Fassade verbirgt Bateman ein zweites Leben, von dem seine Bekannten nichts ahnen: Er versucht, die permanente Leere in seinem Leben, das er selbst als bedeutungslos ansieht, mit Sex, Gewalt und Mord zu füllen. In zahllosen Exzessen, die schon einige Zeit vor dem Einsetzen der Romanhandlung begonnen haben, sucht er Befriedigung seiner Triebe, aber auch Bedeutung für seine Existenz zu gewinnen. Sein erstes Mordopfer ist wiederum Paul Owen, ein gewissermaßen rivalisierender Investmentbanker, den er zuerst betrunken macht, um ihn in seine Wohnung zu locken, ihn mit einer Axt anzugreifen und dem schwer Verwundeten beim Sterben zuzusehen. Dessen Verschwinden wird zwar von einem NYPD-Detective, Donald Kimball, untersucht, allerdings gelingt es Bateman, den Verdacht gegen ihn gar nicht erst aufkommen zu lassen, sodass die Untersuchung letztendlich im Sand verläuft. Auf Owen folgen viele weitere Mordopfer, die kaum näher beschrieben werden.
Obwohl er verlobt ist, hat Bateman regelmäßig Geschlechtsverkehr mit mehreren anderen Frauen, teils einvernehmlich, teils unter Zwang – seine Sexualstraftaten gewinnen im Verlauf des Romans immer weiter an Grausamkeit und wandeln sich schließlich vollends in pervertierte Folterungen, die stets mit dem Tod seines Opfers auf außergewöhnlich brutale Weise enden. Das genaue Ausmaß seiner Taten bleibt unklar, allerdings erfährt der Leser, dass Bateman wohl dutzende Menschen vergewaltigt, gefoltert und ermordet hat. Zum Ende der Handlung wird seine Mordlust immer unkontrollierbarer, er kann seinem Drang, Menschen zu töten, kaum noch widerstehen, er schreckt nicht einmal davor zurück, einen kleinen Jungen im Central Park zu ermorden oder wahllos einen Mann, den er für einen Homosexuellen hält, und seinen Hund auf offener Straße zu erstechen. Die Gewaltexzesse kulminieren darin, dass Patrick Bateman nachts in eine Verfolgungsjagd mit der Polizei gerät, während der er auch einige Polizisten erschießt und einen Polizeiwagen zur Explosion bringt. Im Anschluss flüchtet er sich in sein Büro und hinterlässt auf dem Anrufbeantworter seines Anwalts ein umfassendes Geständnis, in dem er seine Taten ausgiebig beschreibt und Paul Owens Verschwinden erklärt.
Kurz vor Ende des Romans geht er doch noch eine Beziehung mit seiner Sekretärin ein; sein emotionaler Zustand in ihrem Beisein verwirrt ihn sehr, so hat er etwa nicht das Bedürfnis, sie zu verletzen.
Nach einiger Zeit geschehen Dinge, die Bateman an seinem Verstand zweifeln lassen. Zuerst möchte er nach den Leichen, die er in Owens Appartement versteckt hält, sehen – doch das Appartement ist frisch renoviert und steht zum Verkauf; die Leichen sind verschwunden. Danach begegnet Bateman seinem Anwalt in einer Bar und stellt ihn zur Rede; der Anwalt hält das Ganze jedoch für einen makabren Spaß und weigert sich regelrecht, seinem Gegenüber zu glauben (nachdem er es zuerst sogar für jemand anderen hält). Er begründet dies damit, dass er vor kurzer Zeit zweimal mit Paul Owen in London zu Abend gegessen habe. Patrick Bateman verzweifelt im Angesicht der Tatsache, dass er keine Katharsis erfahren kann, auch wenn er es versucht, und dass seine Strafe, die er demnach wohl als verdient erachtet, sich ihm weiter entzieht. American Psycho schließt damit, dass sich der Hinweis, dass sich unter einer Tür in dem Lokal kein Ausgang befinde, in Batemans Kopf einbrennt.

## Deutung
Bret Easton Ellis entwirft in American Psycho einen „amerikanischen Albtraum“. Geld und die Zugehörigkeit zur Gesellschaft der Wohlhabenden haben Bateman nicht weitergebracht. American Psycho zeigt das böse Gesicht eines amoralischen Materialismus, aus dem es kein Entrinnen gibt. Bateman hat zwar geschafft, wovon viele träumen: reich zu werden und ein sorgenfreies Leben zu führen. Dieses Leben ist jedoch von äußerster Langeweile und Leere geprägt. Den einzigen Inhalt, die einzige Abwechslung bilden Batemans albtraumhafte Sexorgien. Bateman weist starke Züge des Marketing-Charakters auf. So definiert er sich über von ihm genutzte Konsumartikel und Statussymbole und fühlt sich im Selbstwert angegriffen, als ihm seine Visitenkarte weniger stilvoll erscheint als die eines Kollegen, was er durch einen Mord kompensiert. Die Tatsache, dass er mit anderen Personen eines ähnlichen Lebensstils verwechselt wird, lässt darauf schließen, dass dieser Charakter in seiner sozialen Umgebung verbreitet ist.
Gegen Ende des Romans richtet Bateman im Apartment eines von ihm zuvor ermordeten Bekannten ein Blutbad an, das eigentlich nicht mehr verheimlicht werden kann. Er beichtet seinem Anwalt alle seine Gräueltaten, muss jedoch erkennen, dass selbst dieser ihn ignoriert, das Ganze nur für einen Scherz hält und ihn mit einem anderen verwechselt. Dies stellt ein Schlüsselmotiv des Romans dar – zum einen, weil Bateman immer wieder (auch von engsten Bekannten) verwechselt wird, und zum anderen, weil er ständig seine Untaten gesteht, ohne Gehör zu finden – und versinnbildlicht die Oberflächlichkeit der Schickeria-Gesellschaft, in der er sich bewegt.
Als Bateman noch einmal nach den Opfern seines Massakers sehen will, die er in dem Apartment zurückgelassen hat, stellt er überrascht fest, dass die Wohnung gesäubert wurde und nun zum Verkauf angeboten wird. Und der Taxifahrer, der ihn als den Mörder eines Kollegen wiedererkennt, zeigt ihn nicht etwa an, sondern will lediglich seine Brieftasche und seine Rolex.
Offen bleibt somit die Frage, ob die sich ständig steigernden Gewaltexzesse „real“ sind, aber von der Gesellschaft ignoriert werden, oder ob sie nur in der psychotischen Phantasie des Protagonisten stattfinden. In jedem Fall spielt Ellis hiermit auf das in seinen Romanen immer wiederkehrende Motiv des Identitätsverlusts an. Das deutet auch Patrick Batemans verräterischer Name an: Norman Bates heißt der unter gespaltener Persönlichkeit leidende Charakter in Hitchcocks Film Psycho, der ahnungslose Frauen in seinem Motel (Bates’ Motel) ums Leben bringt. Einen weiteren Hinweis liefert Ellis mit der ersten Erwähnung der Patty Winters Show, wo es um „Menschen mit multipler Persönlichkeit“ geht. Ebenso lässt  Ellis seinen Protagonisten ein morbides Zitat von Edmund Kemper fälschlich Ed Gein zuordnen, welcher die reale Vorlage für die Figur des Norman Bates (und somit auch für Bateman) ist.
Außer Gesellschaftskritik liefert American Psycho also das Porträt eines typischen Psychopathen. Der Roman bietet Anhaltspunkte dafür, dass Patrick Bateman nicht nur unter der Oberflächlichkeit seines Lebens leidet. Seine Ich-Erzählung offenbart immer wieder Charakterzüge, die auf eine narzisstische Persönlichkeitsstörung schließen lassen. Hierzu gehört Batemans Verhalten, als er vor Bettlern schadenfroh mit einem 100-Dollar-Schein herumwedelt oder als er in einem jüdischen Restaurant einen Cheeseburger bestellt und sehr aggressiv reagiert, als diese Bestellung abgelehnt wird (Käse mit Fleisch ist nicht koscher): Wütend besteht er darauf, dass ihm ein koscherer Cheeseburger serviert wird.
Weitere Anhaltspunkte für eine Persönlichkeitsstörung ergeben sich daraus, dass Patrick Bateman zwar sehr eloquent ist, jedoch nur selten von seinen Emotionen schreibt. Obwohl er eine Freundin hat, scheinen ihm Gefühle wie Liebe fremd zu sein. Von seinen Serienmorden berichtet er betont kühl und sachlich, so wie dies oft bei ähnlichen Geständnissen echter Serienmörder der Fall ist. Er erscheint trotz seiner ungeheuerlichen Taten nie sonderlich aufgeregt, sondern stets äußerst kaltblütig. Auch über den Besuch seiner Mutter im Altersheim berichtet er vollkommen gefühllos. Das einzige Kapitel, in dem er, abgesehen von Emotionen wie Wut oder Langeweile, wirkliche Gefühle zu zeigen scheint, ist das, in dem er von seiner Bewunderung für die Musik seiner Lieblingsband, die Progressive-Rock-Gruppe Genesis, erzählt.
Indirekte Hinweise darauf, dass Batemans Verhalten aus seiner Vergangenheit zu erklären sein könnte, finden sich insofern, als der Leser kaum etwas über seine Kindheit und Jugend erfährt und dass auf einem Familienfoto mit dem Blick seines Vaters etwas „nicht stimmt“, man aber ansonsten nichts über diesen Vater erfährt. Darüber hinaus trifft sich Bateman ein einziges Mal mit seinem jüngeren Bruder, der ihm, noch dekadenter und überheblicher als er selbst, offenbar große innere Probleme bereitet. Dass dieser im zurzeit angesagtesten Restaurant sofort Plätze bekommt und den Maître d’hôtel kennt, verursacht bei Bateman Minderwertigkeitsgefühle und lässt auf lange geschwisterliche Rivalitäten schließen.

## Form
Der Roman ist aus der Sicht Batemans geschrieben. Die Handlung ist aus Abschnitten seines Lebens innerhalb von etwa drei Jahren chronologisch aufgebaut. Der Protagonist sieht die Welt wie einen Film und bedient sich in seinen Beschreibungen der filmischen Techniken (z. B. Zeitlupe, Schwenken, Heranzoomen etc.). Die scheinbar einzigen Konstanten des Romans sind Batemans endlose Aneinanderreihungen von Besitztümern und den dazugehörigen Marken. Die Räume werden nicht bis ins allerletzte Detail beschrieben, sondern auf ihre Oberfläche (Designermöbel, Bilder von angesagten Künstlern) reduziert. Das Werk stellt nach der Ansicht einiger Autoren die Dekonstruktion einer sadomasochistischen Ästhetik dar.

### Leitmotive
Musik: Immer wieder erwähnt Bateman seine Liebe zur Musik. Teilweise verwendet er mehrere Seiten am Stück darauf, die Entwicklung seiner Lieblingsbands zu analysieren und ihre Lieder zu vergleichen und bewerten. Zudem erlaubt der Musikgeschmack des Protagonisten an mehreren Stellen Rückschlüsse auf seine Persönlichkeit.
I gotta return some videotapes: Der Satz Ich muss einige Videofilme zurückbringen fällt immer dann, wenn Bateman einen Mord begangen hat, einen neuen plant oder sich anderweitig für sein Fernbleiben zu einer Verabredung entschuldigt.
Les Misérables: Anspielungen auf das Musical sowie auf das Buch Les Misérables finden sich genauso häufig im Roman wie die zahlreichen Erwähnungen der Patty Winters Show. Bateman sieht, meistens beiläufig, Dinge die auf das Musical oder das Buch Les Misérables hindeuten. So sieht er z. B. an einer Straßenecke ein Plakat oder hört in diversen Restaurants den Soundtrack zu besagtem Stück. Die Bezüge zu Les Misérables tauchen meist auf, wenn Bateman die Hässlichkeit der Gesellschaft oder deren Verlierer kommentiert.
The Patty Winters Show ist eine Trash-Talkshow im Morgenprogramm, die Bateman regelmäßig anschaut und gerne auf Video aufzeichnet. Er erwähnt regelmäßig das Thema der heutigen Show, meist geschieht dies beiläufig und ohne Bezug zum Geschehen. Die Themen sind meist so trivial oder grotesk (z. B. echte Rambos, Salatbars, die besten Restaurants im Nahen Osten, Prinzessin Dis Schönheitstipps, von Frauen vergewaltigte Männer oder ein Junge, der sich in eine Seifenschachtel verliebte), sodass sich die Erwähnung der Patty Winters Show wie ein Running-Gag durch das gesamte Buch zieht. Die Beiläufigkeit, mit der die oftmals kontrastierenden Themen der Show eingestreut werden, verdeutlicht die Austauschbarkeit und die Distanz zu anderen Menschen.
This is not an exit sind die Schlussworte des Romans. Sie deuten an, dass auch die zahlreichen Morde Batemans seine persönliche Hölle nicht mildern können, aber auf der anderen Seite auch, dass er seiner eigenen Natur nicht entfliehen kann, indem er eine gerechte Strafe erfährt, denn nicht einmal ein vollständiges Geständnis vermag ihm diesen Ausweg zu verschaffen. Gleiches wird im Film angedeutet, indem die Kamera auf dieses Schild fährt und Bateman aus dem Off sagt, dass es nichts gebe, was seinen Schmerz lindern könne, nur, dass er diesen Schmerz anderen weitergeben könne und schließlich, dass auch diese Aussage ohne Bedeutung sei. Der Roman beginnt mit dem an die Mauer der „Chemical Bank“ in roter Farbe geschmierten Graffiti Abandon all hope ye who enter here („Lasst alle Hoffnung fahren, ihr, die ihr hier eintretet“), einem Zitat aus Dantes Göttlicher Komödie, das sich auf den Eingang zur Hölle (Inferno) bezieht. Wenn der Roman nun mit dem ebenfalls roten Hinweis This is not an exit über einer Tür in einer Manhattan-Bar endet und damit gleichzeitig auf seinen Anfang zurückverweist, so unterstreicht dieser sich schließende Ring des Schicksals, wie ausweglos und hermetisch Bateman zur Endlosschleife ohne Erlösung verdammt ist.

### Bezüge in anderen Werken
Patrick Bateman hat seinen ersten Auftritt in Ellis’ Werk nicht in American Psycho, sondern in dessen zweitem Roman, The Rules of Attraction, in dem er einen kurzen Auftritt hat, da er der ältere Bruder des Protagonisten Sean Bateman ist. Ebenso wie Patrick eine Nebenrolle in The Rules of Attraction spielt, taucht Sean auch in American Psycho auf. Die beiden Romane sind also eindeutig miteinander verknüpft.
Er findet ebenfalls Erwähnung in Glamorama, dem Ellis-Roman, der auf American Psycho folgt.
In seinem Buch Lunar Park nimmt Bret Easton Ellis häufig auf American Psycho und die darin enthaltenen Charaktere Bezug. Unter anderem verweist Ellis darauf, dass die Gewaltszenen auch nur Phantasien von Bateman sein könnten.

## Verfilmung
2000 wurde der Roman unter der Regie von Mary Harron unter gleichem Namen verfilmt. Die Rolle des Patrick Bateman wurde von Christian Bale verkörpert. Weitere Darsteller waren Willem Dafoe, Jared Leto und Reese Witherspoon. Der Film lässt einige Aspekte des Romans aus bzw. kürzt die Handlung, weiterhin heißt Paul Owen im Film Paul Allen.
2002 entstanden sowohl eine weniger erfolgreiche Direct-to-Video-Fortsetzung mit Mila Kunis und William Shatner mit dem Namen American Psycho II: Der Horror geht weiter als auch eine Verfilmung eines weiteren Romans von Bret Easton Ellis (Einfach unwiderstehlich), in dem Sean Bateman, Patricks Bruder aus American Psycho, eine tragende Rolle spielt. Dieser Film erhielt den Namen Die Regeln des Spiels, da es bereits einen Film mit dem Namen Einfach unwiderstehlich gibt.

## Musik
- Die Horrorpunk-Band Misfits veröffentlichte ein Album American Psycho mit gleichnamigem Titeltrack.
- Die Band Treble Charger veröffentlichte ein Lied mit dem Namen American Psycho.
- Die Band Manic Street Preachers veröffentlichte auf ihrer Single La Tristesse Durera (Scream to a Sigh) ein Lied mit dem Namen Patrick Bateman.
- Die US-amerikanische Black-Metal-Band Krieg benannte eine EP Patrick Bateman.
- Die Rap-Gruppe D12 veröffentlichte zwei Lieder mit den Titeln American Psycho und American Psycho II (feat. B-Real) auf ihren Alben Devils Night und D12 World; B-Real veröffentlichte das Lied American Psycho III (feat. D12) auf dem Album The Gunslinger Mixtape Volume 1.
- Die schwedische Black-Metal-Band Shining benutzt im Lied Claws of Perdition auf ihrem Album IV – The Eerie Cold ein Zitat aus dem Kapitel End of the 1980s.
- Die finnische Metal-Band Children of Bodom verwendet einen Teil von Batemans finalem Monolog aus dem Film am Ende des Songs „Bodom Beach Terror“, welcher im nächsten Song „Angels Don’t Kill“ weitergeführt wird.
- Das Musikprojekt Nachtmahr verwendet den Schlussmonolog des Filmes in ihrem Lied „Katharsis“.
- Die deutsche Industrial-Band SITD benutzt in ihrem Lied „Insanity of Normality“ vom Album Rot ebenfalls den Schlussmonolog des Films.
- Der deutsche Rapper Prinz Pi bezeichnet Bateman in seinem Lied „Wunderkind“ als Vorbild.
- Die deutsche Punkband Great Escapes setzt sich in ihrem Lied „I Went For Drinks With Patrick Bateman“ mit dem Protagonisten und einer abgebrochenen Roman-Lektüre auseinander.
- Die Band Rammstein zitiert in ihrem Lied Ich tu Dir weh mit der Textpassage Wünsch Dir was, ich sag nicht nein / Und führ Dir Nagetiere ein.[4] einen Teil der Handlung.
- Die US-amerikanische Metal-Band Ice Nine Kills reproduziert die Handlung von American Psycho in ihrem Lied "Hip to be Scared". Bereits der Titel des Songs ist eine Anspielung an Patrick Batemans Lieblingsstück der Band Huey Lewis and the News (Hip to be Square).

## Ausgaben (Auswahl)
- Bret Easton Ellis: American Psycho, Kiepenheuer & Witsch, Köln 1991, (deutsche Erstausgabe; übersetzt von Clara Drechsler und Harald Hellmann) ISBN 3-462-02157-5.
- Bret Easton Ellis: American Psycho, Vintage Books, New York 1991, ISBN 0-679-73577-1.

### Hörbücher
- Bret Easton Ellis: American Psycho, gekürzte Lesung, Sprecher: Moritz Bleibtreu, Random House Audio-Gesellschaft, Köln 2007, ISBN 978-3-86604-577-4. (Rolling Stone Talking Books: Random House Audio)
- Bret Easton Ellis: American Psycho, Sprecher: Pablo Schreiber, Whole Story Audio Books, 2009, ISBN 978-1-4074-3560-2.
- Bret Easton Ellis: American Psycho, Ungekürzte Lesung mit David Nathan, Random House Audio, 2018, ISBN 978-3-8371-4194-8.